# Księże Pole
Księże Pole (auch Knizepole, deutsch Knispel, tschechisch Kněží Pole) ist ein Ort in der Landgemeinde Baborów im Powiat Głubczycki der Woiwodschaft Opole in Polen.

## Geographie
Das Angerdorf Księże Pole liegt fünf Kilometer südwestlich von Baborów, 23 Kilometer südöstlich von Głubczyce (Leobschütz) und 86 Kilometer südlich von Opole (Oppeln) an der Psina (Zinna), einem linken Zufluss der Oder an der stillgelegten Bahnstrecke Racibórz–Krnov.
Nachbarorte von Księże Pole sind im Süden Kozłówki (Kösling), im Südwesten Nowa Cerekwia (Deutsch Neukirche), im Nordwesten Sucha Psina (Zauchwitz) und im Norden Czerwonków (Tschirmkau).

## Geschichte

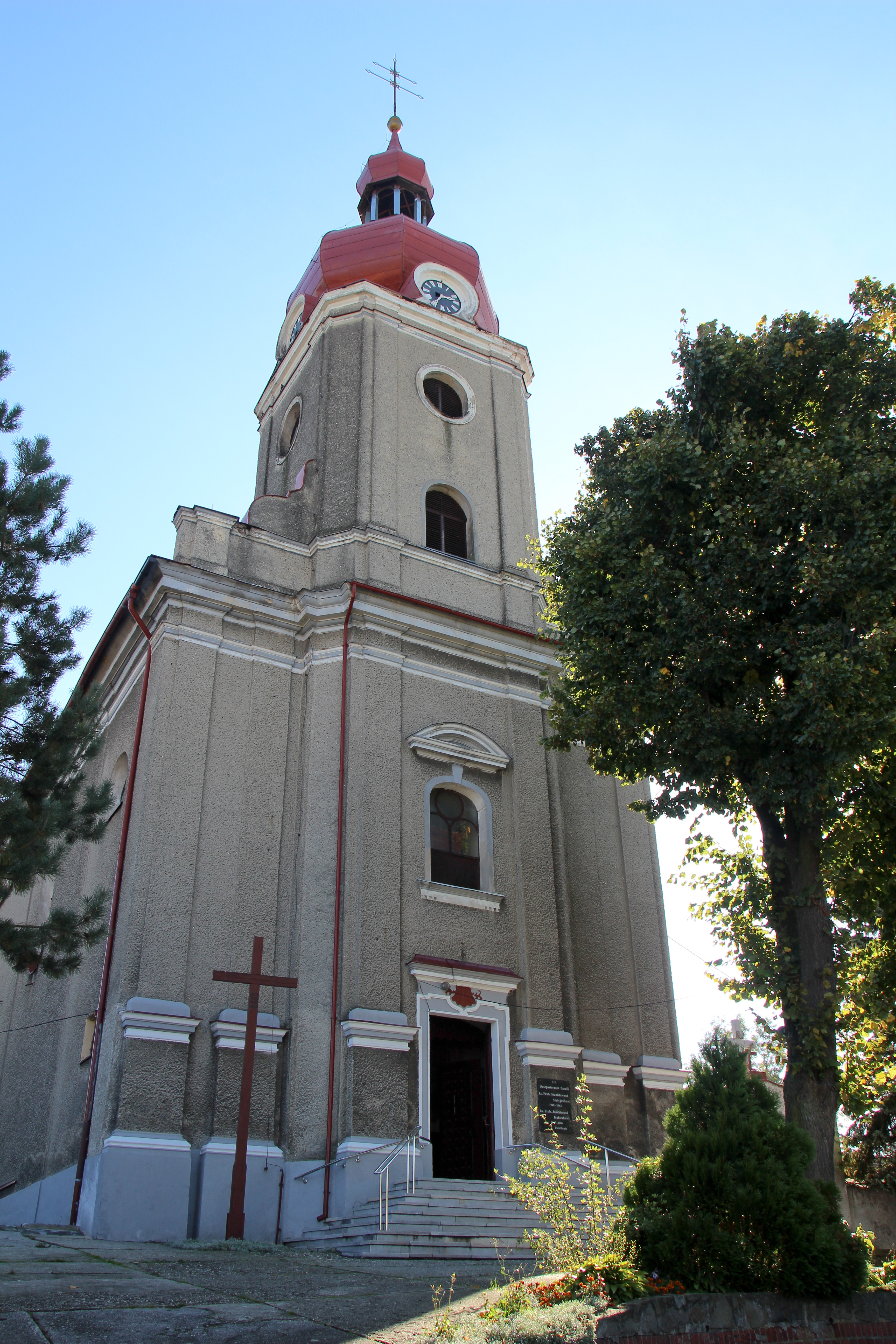
Bartholomäuskirche

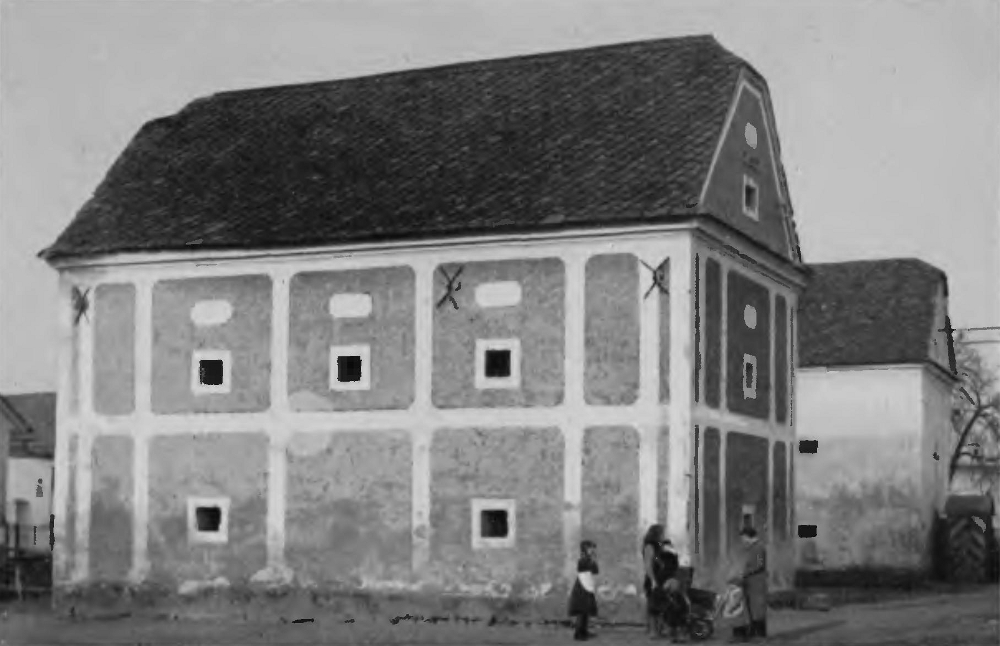
Hist. Bauernspeicher

Der Ort wurde 1220 erstmals als Kneispole und Knesopole erwähnt. 1250 wurde der Ort als Cnespole und 1261 als Kennespole. Der Ortsname leitet sich voraussichtlich vom altslavischen Begriff knezi (dt. Herzog) und dem Substantiv pole (dt. Feld) ab.
Nach dem Ersten Schlesischen Krieg 1742 fiel Knispel mit dem größten Teil Schlesiens an Preußen.
Nach der Neuorganisation der Provinz Schlesien gehörte die Landgemeinde Knispel ab 1816 zum Landkreis Leobschütz im Regierungsbezirk Oppeln. 1845 bestanden im Dorf eine katholische Kirche, eine katholische Schule, eine Windmühle, eine Brennerei und 98 Häuser. Im gleichen Jahr lebten in Knispel  725 Menschen, davon einer evangelisch und fünf jüdisch. 1861 zählte Knispel 743 Einwohner, eine Erbscholtisei, einen Kretschmer, 20 Bauern-, 15 Acker- und 30 Häuslerstellen. Die katholische Schule zählte im gleichen Jahr 143 Schüler. 1874 wurde der Amtsbezirk Knispel gegründet, welcher die Landgemeinden Knispel, Tschirmkau und Zauchwitz umfasste. Erster Amtsvorsteher war der Erbrichter Schober in Knispel.
Bei der Volksabstimmung in Oberschlesien am 20. März 1921 stimmten in Knispel 587 Personen für einen Verbleib bei Deutschland und 0 für Polen. Knispel verblieb wie der gesamte Stimmkreis Leobschütz beim Deutschen Reich. 1933 zählte der Ort 606, 1939 wiederum 572 Einwohner. Bis 1945 gehörte der Ort zum Landkreis Leobschütz.
1945 kam der bisher deutsche Ort unter polnische Verwaltung, wurde in Księże Pole umbenannt und der Woiwodschaft Schlesien angeschlossen. 1950 wurde Księże Pole der Woiwodschaft Oppeln zugeteilt. 1999 wurde es Teil des wiedergegründeten Powiat Głubczycki.

## Sehenswürdigkeiten

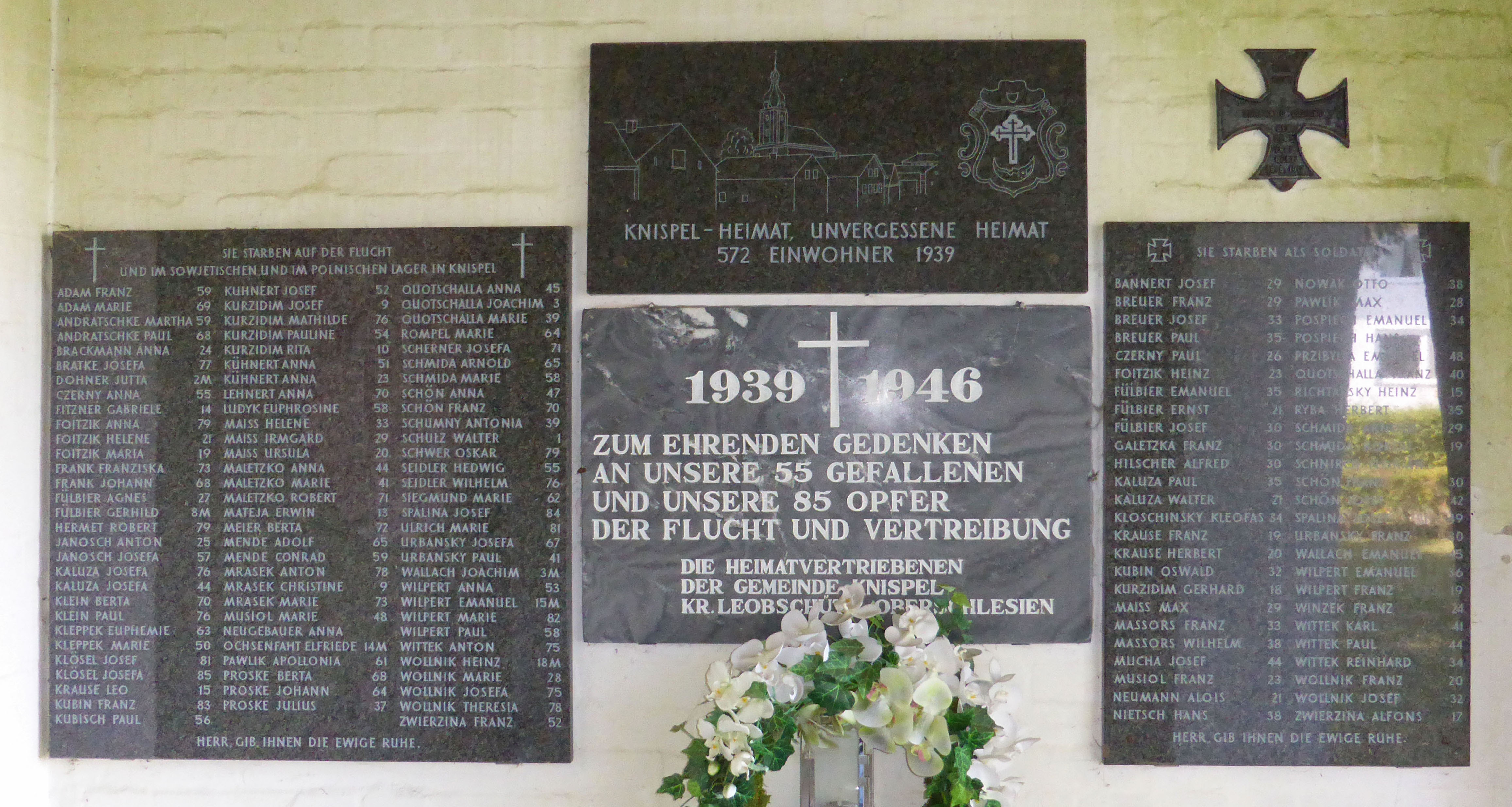
Gedenktafeln in Hess. Oldendorf

- Die römisch-katholische Kirche St. Bartholomäus (poln. Kościół św. Bartłomieja) wurde 1748 im barocken Stil errichtet. 1821 und 1836 brannte die Kirche nieder. 1906 erhielt der Kirchturm einen Zwiebelturm. Der Hauptaltar wurde 1908 errichtet. Die Orgel stammt aus dem Jahr 1909 von der Orgelfirma Schlag & Söhne aus Schweidnitz.[8] Der Kirchenbau steht seit 1954 unter Denkmalschutz.[9]
- Steinernes Wegekreuz
- Gedenktafeln im Turm der St.-Bonifatius-Kirche in Hessisch Oldendorf (Niedersachsen) erinnern an die 140 Opfer des Zweiten Weltkriegs und der anschließenden Flucht und Vertreibung aus Knispel

## Söhne und Töchter des Dorfes
- Georg Fülbier (1895–nach 1937), deutscher nationalsozialistischer Funktionär